# Maria Valtorta
Pour les articles homonymes, voir Valtorta (homonymie).
Maria Valtorta, née à Caserte en Campanie le 14 mars 1897 et morte le 12 octobre 1961  à Viareggio en Toscane, est une visionnaire et mystique italienne, membre du Tiers-ordre catholique des Servites de Marie et autrice d'écrits spirituels.
À partir de 1943, elle transcrit dans des cahiers les visions et les dictées qu'elle dit recevoir. Les passages évoquant des scènes de la vie du Christ sont publiés sous le titre L'Évangile tel qu'il m'a été révélé.
Interdit de publication en 1949 par le Saint-Office, cet ouvrage est pourtant publié en Italie entre 1956 et 1959. Il est mis à l'Index des livres interdits le 16 décembre 1959. Les autorités catholiques ne reconnaissent pas d'origine surnaturelle aux visions et aux dictées de Maria Valtorta.

## Biographie
Joachim Bouflet note que « Maria Valtorta n'est connue, pour la plus grande partie de sa vie, que par l'autobiographie qu'elle a rédigée sur le conseil de son père spirituel [Migliorini] alors qu'elle était âgée de 46 ans ».
Maria Valtorta naît le 14 mars 1897 à Caserte, au nord de Naples. Son père, aimant et d'une grande piété, est sous-officier de cavalerie, ce qui fait que la famille se déplace suivant ses affectations. Sa mère, professeur de français et agnostique sévère, n'aime pas sa fille car celle-ci ne peut remplacer un fils mort prématurément. Maria est mise en nourrice et quasiment abandonnée par sa mère. De 1909 à 1913, elle est élève chez les sœurs de Marie-Enfant à Monza. Sa mère lui fait interrompre ses études à l'âge de treize ans et, à deux reprises, met fin aux projets de fiançailles de sa fille, provoquant chez celle-ci une crise profonde à laquelle sa conversion met un terme en 1916.
En 1917, lors de la Première Guerre mondiale, Maria Valtora s'enrôle comme infirmière à l’hôpital militaire de Milan. En 1920, un délinquant la frappe violemment dans la région lombaire avec une barre de fer, ce qui est à l'origine d'une infirmité croissant au fil des années. À partir de 1921, elle est également sujette à des phénomènes psychiques.
En 1924, établie avec ses parents à Viareggio, sur la côte toscane, elle s’engage dans sa paroisse comme déléguée de l’Action catholique auprès de la jeunesse féminine, mais ses souffrances augmentent. Sa santé se détériore progressivement et à partir de janvier 1933, elle est immobilisée chez elle.

En 1935, année de la mort de son père, elle rencontre Marta Diciotti qui devient sa meilleure amie et l'assiste jusqu'à sa mort. En 1942, le servite Romualdo Migliorini (1884-1953) devient son directeur spirituel et lui recommande de rédiger d'abord son autobiographie. En 1943, elle devient définitivement grabataire et débute à partir de cette année la rédaction de ses visions et de paroles intérieures surabondantes, les « dictées », qu'elle affirme écrire « sous la dictée du Saint-Esprit ».

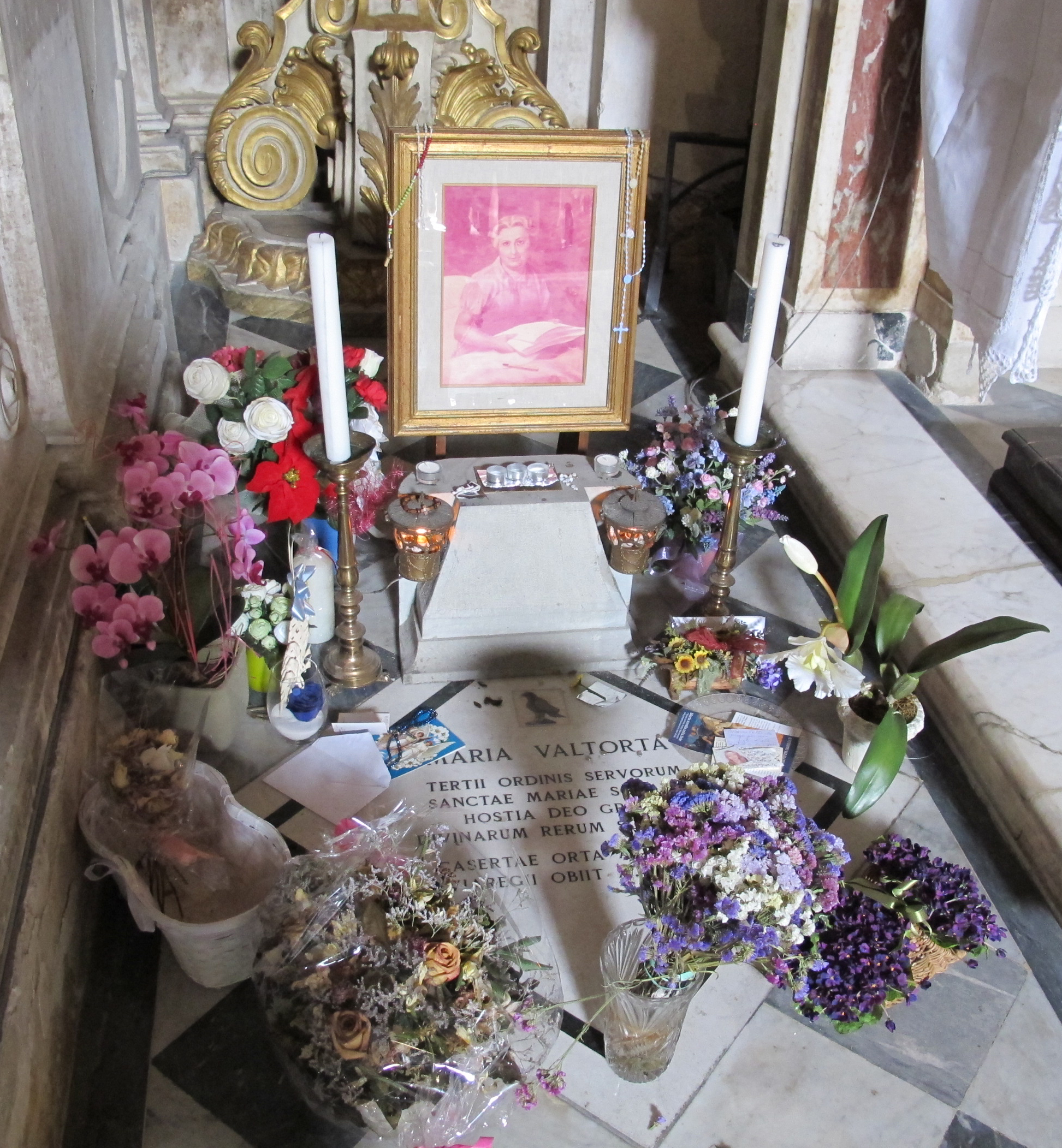
Tombe de Maria Valtorta.

Au cours de cette activité, très soutenue les quatre premières années puis plus modérée de 1948 à 1951, dans laquelle elle est assistée par Maria Diociotti, elle rédige environ quinze mille pages autographes réparties dans 122 cahiers.
Elle meurt le 12 octobre 1961 à l'âge de 64 ans et, à l'instigation de la Congrégation des Servites de Marie — intimement mêlée au destin de la visionnaire —, son corps est transféré dans le sanctuaire de la basilique de la Très Sainte Annonciation de Florence.

## Écrits

### Inspirations
Ses lectures d'ouvrages de mystiques sont nombreuses : Thérèse d'Avila et Jean de la Croix, Catherine de Sienne — à laquelle elle emprunte le thème du sang —, Thérèse de Lisieux — dont elle lit l'Histoire d'une âme en 1925 —, Gemma Galgani. Et surtout la mystique espagnole Marie d'Agreda, dont Valtorta « reproduit la prolixité comme la modalité narrative exubérante » sans toutefois développer les fastes baroques de sa devancière qu'elle critique vigoureusement pour avoir « corrompu la pure révélation initialement reçue », dans une tentative de valoriser la légitimité de ses propres écrits.

### Les cahiers

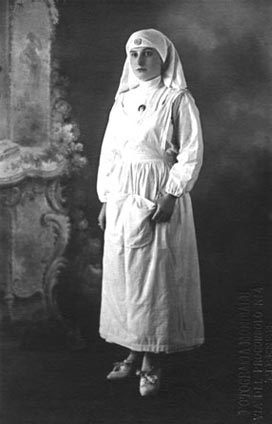
Maria Valtorta en 1918.

Les autres écrits de Maria Valtorta se présentent comme des enseignements de Jésus. Ils ont été édités dans l'ordre chronologique de leur rédaction et publiés en trois volumes : Les Cahiers de 1943, Les Cahiers de 1944 et Les Cahiers de 1945 à 1950. Son œuvre compte aussi une Autobiographie rédigée à la demande de son confesseur, des Leçons sur l'épître de saint Paul aux Romains, et le Livre d'Azarias, commentaires des textes liturgiques donnés, selon Maria Valtorta, par son ange gardien.
D'après le témoignage de la mystique, Jésus, Marie, des saints et son ange gardien lui apparaissent comme des manifestations corporelles extérieures, en trois dimensions. Au cours de ces visions, Jésus, qui lui a demandé d'enregistrer tout ce qui lui est montré, révèle à la visionnaire sa vie dans la Palestine du Ier siècle et lui présente d'innombrables scènes de sa vie comme si elles se déroulaient juste devant elle lors d'expériences si vives que Maria Valtorta décrit même les odeurs des scènes, en plus des images et des sons.
Les écrits de Maria Valtorta, sensiblement influencés par l'Apocalypse, décrivent avec une « précision extrême et quasi clinique […] une narration continue, pleine, de la Vie de Jésus-Christ, sans ces "blancs" qui grèvent le texte évangélique » et intégrent le discours de la science avec le problème de la création ou des localisations topographiques des évènements bibliques. Ils soulèvent rapidement un certain enthousiasme populaire.

## Publication
Si Romualdo Migliorini est farouchement convaincu de l'origine divine des écrits de Maria, il n'en va pas de même de ses confrères servites qui, plus circonspects, portent l'affaire devant Pie XII. Le 26 février 1948, Pie XII reçoit les prêtres Migliorini et Corrado Berti et leur supérieur du couvent de Rome, Andrea M. Cecchin. « De cette entrevue, on ne connaît que ce qu’en a révélé le père Berti après la mort du père Migliorini ; le pape aurait dit : “Publiez l’œuvre telle quelle. Il n’y a pas lieu de donner une opinion quant à son origine, qu’elle soit extraordinaire ou non. Ceux qui liront comprendront.” » Bouflet note que « [l]es déclarations du père Berti, qui au fil des années s'est montré de plus en plus exalté pour Maria Valtorta, sont à prendre avec une extrême prudence, d'autant plus qu'au sujet de l'entrevue avec le pape, le père Cecchin a simplement déclaré que Pie XII leur a demandé de trouver un évêque pour l'imprimatur d'usage ».
En 1948, Berti obtient de l'évêque Barneschi, évêque titulaire de Tagaste, son imprimatur à un livret de 32 pages titré Parole di Vita Eterna (Paroles de Vie Éternelle). Parole di Vita Eterna est le précurseur de Il Poema dell'Uomo-Dio (Le Poème de l'Homme-Dieu, plus tard renommé en L'Évangile tel qu'il m'a été révélé). Cependant, puisque Barneschi n'est pas l'ordinaire du diocèse de Valtorta ou de la maison d'édition de l'ouvrage, son imprimatur n'a pas de valeur canonique.

### Interdiction
« Les péripéties du statut canonique de l'ouvrage [Il Poema dell'Uomo-Dio], jusqu’à sa mise à l'index en 1960, relèvent pour la plupart du roman, elles ne sont pour la plus grande part attestées que par le père Berti ».
Le Saint-Office entend que la publication respecte toutes les procédures d'autorisation et, à partir de 1949, examine les textes circulant sous forme de liasses dactylographiées ; en définitive, il interdit de publication et commande son retrait de la circulation,.

### Mise à l'Index
« [E]ntre 1956 et 1959, les révélations de Maria Valtorta sur la vie de Jésus sont publiées en quatre volumes sous le titre Il Poema dell'Uomo-Dio (Le Poème de l'Homme-Dieu), sans susciter de réaction immédiate du Saint-Office ». Peu après, la publication de l'ouvrage provoque « une vive réaction du Saint-Office » qui le met à l'Index le 16 décembre 1959. Le décret est publié le 5 janvier 1960, et expliqué le lendemain en détail, selon l'usage, dans un article de l'Osservatore Romano (l'organe de presse du Vatican) intitulé « Une Vie de Jésus mal romancée ».  

#### Commentaire deL'Osservatore Romano
Le 6 janvier 1960 paraît un article de L'Osservatore Romano qui s'intitule « Une Vie de Jésus mal romancée ». Celui-ci « affiche sa profonde perplexité quant au style et au contenu si étrangement contemporains des propos prêtés au Christ » ainsi que face au développement de sa doctrine sur Marie, présentée en co-rédemptrice au côté du Christ ou encore représentée au centre d'un triangle figurant la Trinité. En outre, la confession d'une danseuse nue à la Vierge paraît choquante.
L'auteur de l'article souligne d'emblée le fait que « bien que traitant exclusivement de sujets religieux, ces volumes n'ont pas d'imprimatur, comme l'exige le Can. 1385, 1 n.2 C.I.C » et estime en conclusion que « cette condamnation publique de la Sainte Congrégation Suprême est donc d'autant plus opportune que la désobéissance est grave ».
L'auteur explique que le lecteur ne trouvera « rien d’autre qu’une longue et prolixe vie romancée de Jésus. […] Avant tout, [il] sera frappé de l’étendue des discours attribués à Jésus et à la Très Sainte Vierge, des interminables dialogues entre les nombreux personnages qui pullulent dans ces pages. Les quatre Évangiles nous présentent un Jésus humble et plein de réserve ; ses discours sont sobres, incisifs, mais d’une suprême efficacité. Au contraire, dans cette sorte d’histoire romancée Jésus est loquace à l’excès et ressemble à un propagandiste, toujours prêt à se proclamer Messie et Fils de Dieu, et à déclamer des leçons de théologie dans les mêmes termes dont se servirait aujourd’hui un professeur de théologie. […] Quelques pages sont plutôt scabreuses et font penser à des descriptions et des scènes de romans modernes. […] Les spécialistes d’études bibliques y trouveront certainement pas mal d’erreurs historiques, géographiques et autres semblables ». Enfin, l’article pointe également des passages « qui ne brillent certainement pas par l'orthodoxie catholique » et la prétention de « construire une nouvelle mariologie qui dépasse facilement les bornes de la convenance ».

### Après la mise à l'Index
Malgré la mise à l'Index, les écrits de Valtorta sont à nouveau publiés en 10 volumes de 1961 à 1967 « accompagnée d'une publicité savamment orchestrée sur le thème du fruit défendu désormais accessible » et sans difficulté dans la mesure où le catalogue de l'Index a été supprimé au lendemain du concile Vatican II. L'ouvrage est traduit en espagnol à partir de 1976, puis en français à partir de 1979 sous le titre de L'Évangile tel qu'il m'a été révélé. C'est ce titre français qui sera adopté pour les autres traductions et pour la nouvelle édition italienne.
Le cardinal Joseph Ratzinger, en tant que préfet de la Congrégation pour la doctrine de la foi (CDF) est amené à deux reprises à émettre un avis négatif sur les écrits de Maria Valtorta. Une première fois, le 31 janvier 1985 où il répond à la lettre datée du 18 mai 1984 adressée à la CDF par un prêtre de l’archidiocèse de Gênes concernant la position de l’Église sur l’œuvre de Maria Valtorta. Par une lettre personnellement adressée au cardinal Giuseppe Siri dont dépend le prêtre requérant, il rappelle que « Certains ont considéré qu’après l’abrogation de l’Index (…) il était permis d’éditer et de diffuser l’œuvre en question (…) bien qu’aboli, l’Index conserve toute sa valeur morale, aussi ne peuvent être considérées comme opportunes la diffusion et la recommandation d’une œuvre dont la condamnation ne fut pas prononcée à la légère, mais après une réflexion approfondie et dans le but de neutraliser les dommages qu’une telle publication peut provoquer chez les fidèles les plus crédules ». Une seconde fois, le 9 septembre 1988, il fait répondre à une fidèle canadienne par son secrétaire personnel, Josef Clemens, que l'ouvrage de Maria Valtorta est « un ensemble de fantaisies enfantines, d’erreurs historiques et exégétiques, le tout présenté dans un contexte subtilement sensuel ».
Le 6 janvier 1992, le secrétaire général de la Conférence épiscopale italienne, Dionigi Tettamanzi, demande à l'éditeur de Maria Valtorta « pour le vrai bien des lecteurs et dans l’esprit d’un authentique service à la foi de l’Église […] dans le cas d'une éventuelle réimpression des volumes, qu'il soit indiqué clairement dès les premières pages que les « visions » et les « dictées » rapportées ne peuvent être tenues pour surnaturelles, mais doivent être considérées simplement comme des formes littéraires dont l’auteur s’est servie pour raconter, à sa manière, la vie de Jésus »,.
Le 29 septembre 2021, la commission doctrinale de la Conférence des évêques de France, notant que « la diffusion des écrits de Maria  Valtorta s’intensifie depuis deux ans au moins » et que « des fidèles de bonne foi supposent que cette œuvre est approuvée par l’Église », publie un « bref avertissement » pour rappeler que le Magistère de l’Église n’a jamais reconnu les écrits de Maria Valtorta comme étant d’inspiration surnaturelle,,. 
Le 22 février 2025, le Dicastère pour la Doctrine de la foi publie un communiqué de presse dans lequel il indique recevoir « souvent des demandes de clarification, tant de la part d'ecclésiastiques que de laïcs, concernant la position de l'Église à l'égard des écrits de Maria Valtorta ». En réponse, le dicastère rappelle « que les prétendues « visions », « révélations » et « communications » contenues dans les écrits de Maria Valtorta, ou en tout cas attribuées à celle-ci, ne peuvent être considérées comme d'origine surnaturelle, mais doivent être considérées comme de simples formes littéraires utilisées par l'Auteur pour raconter, à sa manière, la vie de Jésus-Christ »,,.

## Publications
- L'Évangile tel qu'il m'a été révélé, 10 tomes, éditions Centro Editoriale Valtortiano, 1979 et 2017, de  (ISBN 88-7987-051-3) à  (ISBN 88-7987-060-2) et de  (ISBN 978-88-7987-263-8) à  (ISBN 978-88-7987-272-0)
- Autobiographie, éditions Centro Editoriale Valtortiano, 1993  (ISBN 8879870114)
- Leçons sur l'Epître de saint Paul aux Romains, éditions Centro Editoriale Valtortiano, 1999  (ISBN 88-7987-069-6)
- Les Cahiers de 1943, éditions Centro Editoriale Valtortiano, 2002  (ISBN 88-7987-091-2)
- Le livre d'Azarias, éditions Centro Editoriale Valtortiano, 2002  (ISBN 88-7987-094-7)
- Les Cahiers de 1944, éditions Centro Editoriale Valtortiano, 2003  (ISBN 88-7987-099-8)
- Les Cahiers de 1945 à 1950, éditions Centro Editoriale Valtortiano, 2004  (ISBN 88-7987-128-5)
- Les Carnets, éditions Centro Editoriale Valtortiano, 2018 -  (ISBN 8879873261)
- Lettres à Mère Teresa Maria, éditions Centro Editoriale Valtortiano, 2022 -  (ISBN 8879873857) (tome 1) et  (ISBN 8879873865) (tome 2)
- Correspondance avec le père Migliorini, éditions Centro Editoriale Valtortiano, 2023  (ISBN 978-8879873956)